# 湘南乃風〜COME AGAIN〜
『湘南乃風〜COME AGAIN〜』（しょうなんのかぜ・コマゲン）は、湘南乃風の6枚目のオリジナルアルバム。2015年5月27日にトイズファクトリーから発売された。

## 概要
- 2013年に発売された『湘南乃風〜2023〜』から約2年ぶりとなった。また今作は2枚組でのリリースとなる。
- 初回限定盤には、2014年12月28日に行われた『風nation2014〜男気ハンパねぇ!!不良少年パワースポット〜』のさいたまスーパーアリーナ公演でのライブ映像を収録したライブDVDを付属。

## 収録内容

### CD

#### DISC-1 (ORANGE DISC)
1. バブル
（作詞・作曲・編曲：湘南乃風）
  - 15thシングル。
2. DON'T BE AFRAID
（作詞・作曲：湘南乃風 / 編曲：石垣美隆、湘南乃風）
  - BSスカパー!オリジナルドラマ「アカギ」主題歌
3. 晴ル矢
（作詞・作曲：湘南乃風 / 編曲：湘南乃風、Tomohisa Ishikawa）
  - テレビ朝日系「Break Out」5月度オープニングトラック
  - テレビ朝日系「お願い!ランキング」6月期エンディングテーマ
  - 求人情報誌「POWER WORK」CMソング
  - 本作のリードトラック曲。
4. ヒーローベルト
（作詞：SHOCK EYE / 作曲：Amin03 / 編曲：SHOCK EYE、篤志、soundbreakers、クラッシャー木村）
  - SHOCK EYEのソロ楽曲[1]。
5. ロード
（作詞：湘南乃風 / 作曲：湘南乃風、松田岳二 / 編曲：松田岳二、湘南乃風、CHIKA）
  - 15thシングルのカップリング曲。
6. MASCHINE〜Type AB〜
（作詞：RED RICE / 作曲：RED RICE、BACHLOGIC / 編曲：BACHLOGIC、RED RICE）
  - RED RICEのソロ楽曲。
7. 瞹色
（作詞：湘南乃風 / 作曲：湘南乃風、Amin03 / 編曲：湘南乃風、soundbreakers、クラッシャー木村）
8. 紅
（作詞：湘南乃風 / 作曲：湘南乃風、松田岳二 / 編曲：松田岳二、湘南乃風、CHIKA）
  - PlayStation 4/PlayStation 3用ゲームソフト「龍が如く0 誓いの場所」エンディングテーマ

#### DISC-2 (NAVY DISC)
1. COME AGAIN
（作詞・作曲・編曲：湘南乃風）
  - アルバムのサブタイトルにもなっている楽曲。
2. パズル
（作詞・作曲：湘南乃風 / 編曲：湘南乃風、篤志）
  - 14thシングル。
3. 我楽多
（作詞：湘南乃風 / 作曲：湘南乃風、篤志 / 編曲：湘南乃風、 CHIKA）
4. Turn Over
（作詞・作曲：HAN-KUN / 編曲：HAN-KUN、中野定博）
  - HAN-KUNのソロ楽曲。
5. RED ZONE
（作詞・作曲・編曲：湘南乃風）
6. Z〜俺等的逆襲〜
（作詞・作曲：湘南乃風 / 編曲：Hyd Lunch、湘南乃風）
  - 角川映画配給映画「Zアイランド」主題歌
7. ちくしょー☆ばいみー
（作詞・作曲：若旦那 / 編曲：EIGO、若旦那）
  - 若旦那のソロ楽曲。
8. Freeeeeeeee
（作詞・作曲：湘南乃風 / 編曲：湘南乃風、Sun's Heritage Productions）
  - 14thシングルのカップリング曲。
9. BIG UP (One Drop Remix)
（作詞:湘南乃風 / 作曲:湘南乃風、Amin03 / 編曲：湘南乃風）
  - ライブDVD『十周年記念 横浜スタジアム伝説』付属CD収録曲のリミックス。

### DVD
- 風nation2014〜男気ハンパねぇ!!不良少年パワースポット〜

1. SHOW TIME
2. 黄金魂
3. Born to be WILD
4. MC 1
5. 覇王樹
6. MC 2
7. Freeeeeeeee
8. MC 3
9. 晴伝説
10. Real Riders
11. 応援歌
12. 純恋歌
13. MC 4
14. パズル
15. 雪月花
16. 親友よ
17. BIG UP
18. バブル
19. Joker
20. JUMP AROUND
21. OH YEAH
22. 爆音男〜BOMBERMAN〜
23. MC 5
24. 恋時雨
25. 睡蓮花
26. MC 6
27. 曖歌
28. 炎天夏
29. See you again